# Тукуман (провінція)
Тукума́н (ісп. Tucumán) — провінція Аргентини, розташована на заході країни. Межує з провінціями Сальта, Сантьяго-дель-Естеро і Катамарка. Столиця провінції — місто Сан-Мігель-де-Тукуман.

## Географія
Територію провінції Тукуман можна умовно поділити на такі природні зони:
- рівнини Чако на сході
- відроги Анд на заході і Пампінських гір на півночі

Найвищою точкою провінції є гора Больсон (5552 м).
Клімат провінції субтропічний вологий, із середньою річною кількістю опадів понад 1000 мм. Завдяки цьому рослинність дуже густа і утворює так званий регіон Юнга.
Найважливішими річками Тукуману є Санта-Марія, Дульсе, Лос-Соса, Марапа, Гастона, Чіко, Сан-Франсіско, Мікста. На багатьох з них збудовані водосховища і ГЕС. Також важливим водним ресурсом є гірські льодовики.

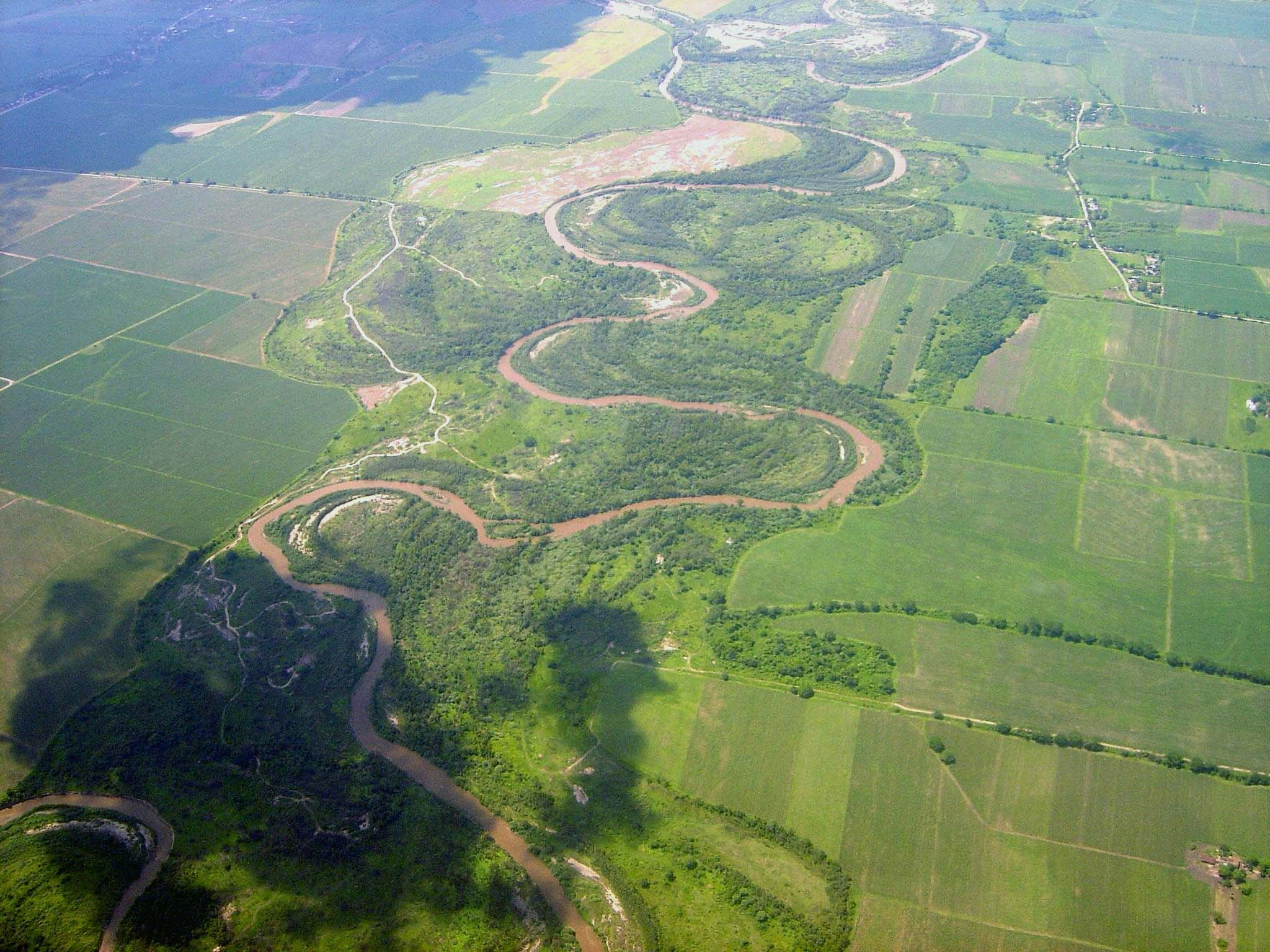
Ріо-Дульсе
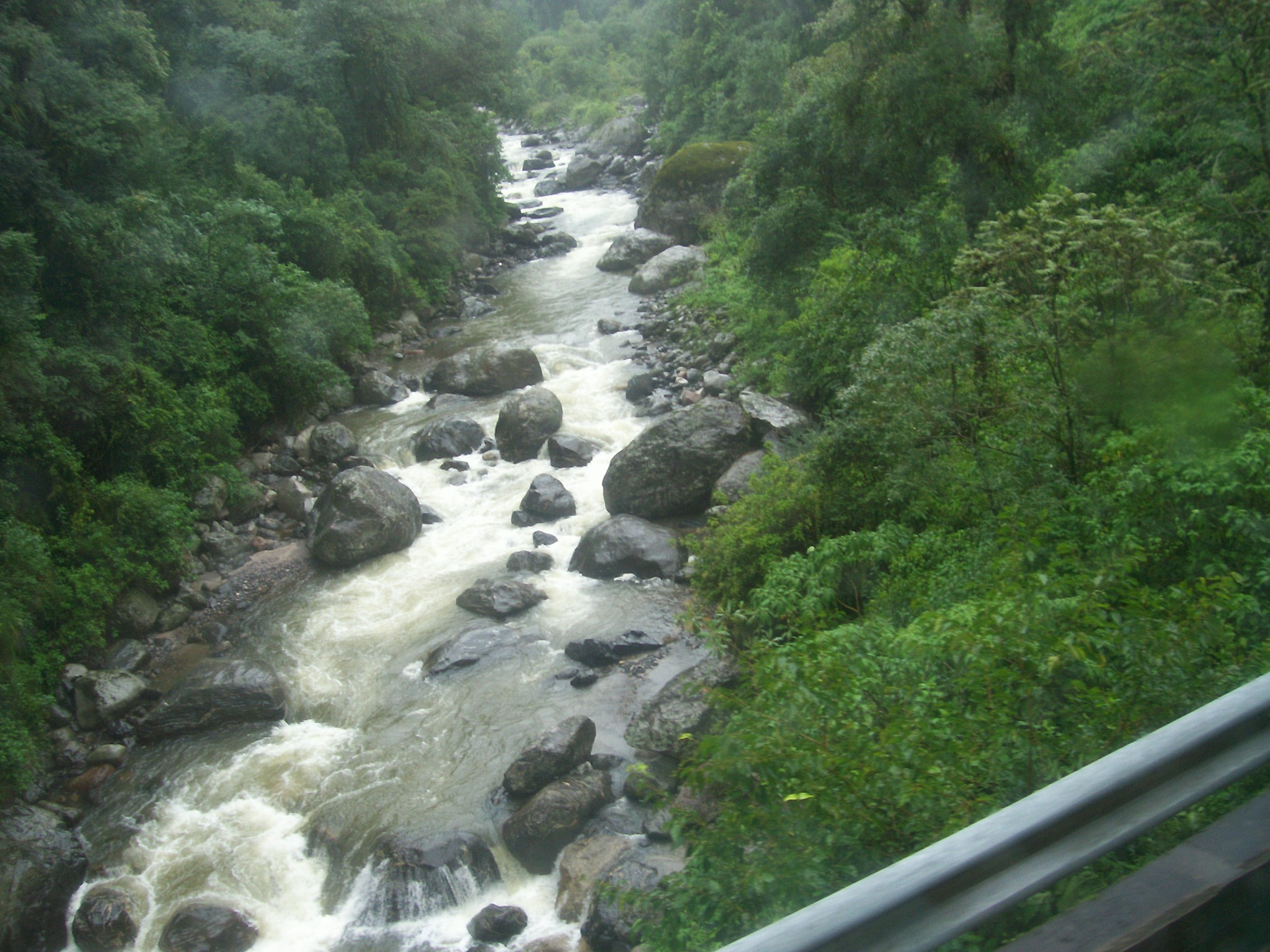
річка Лос-Соса
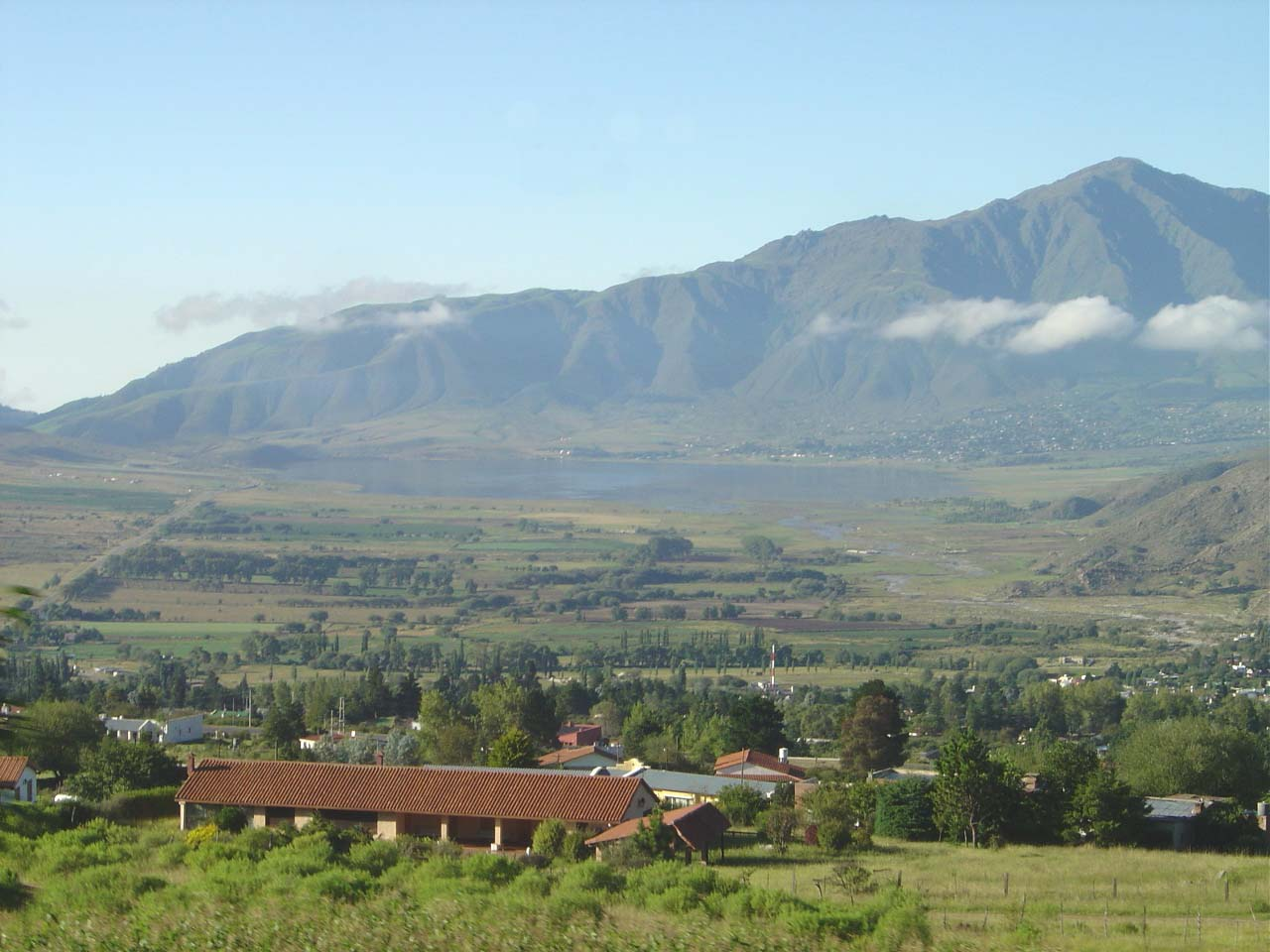
Долини Кальчакі
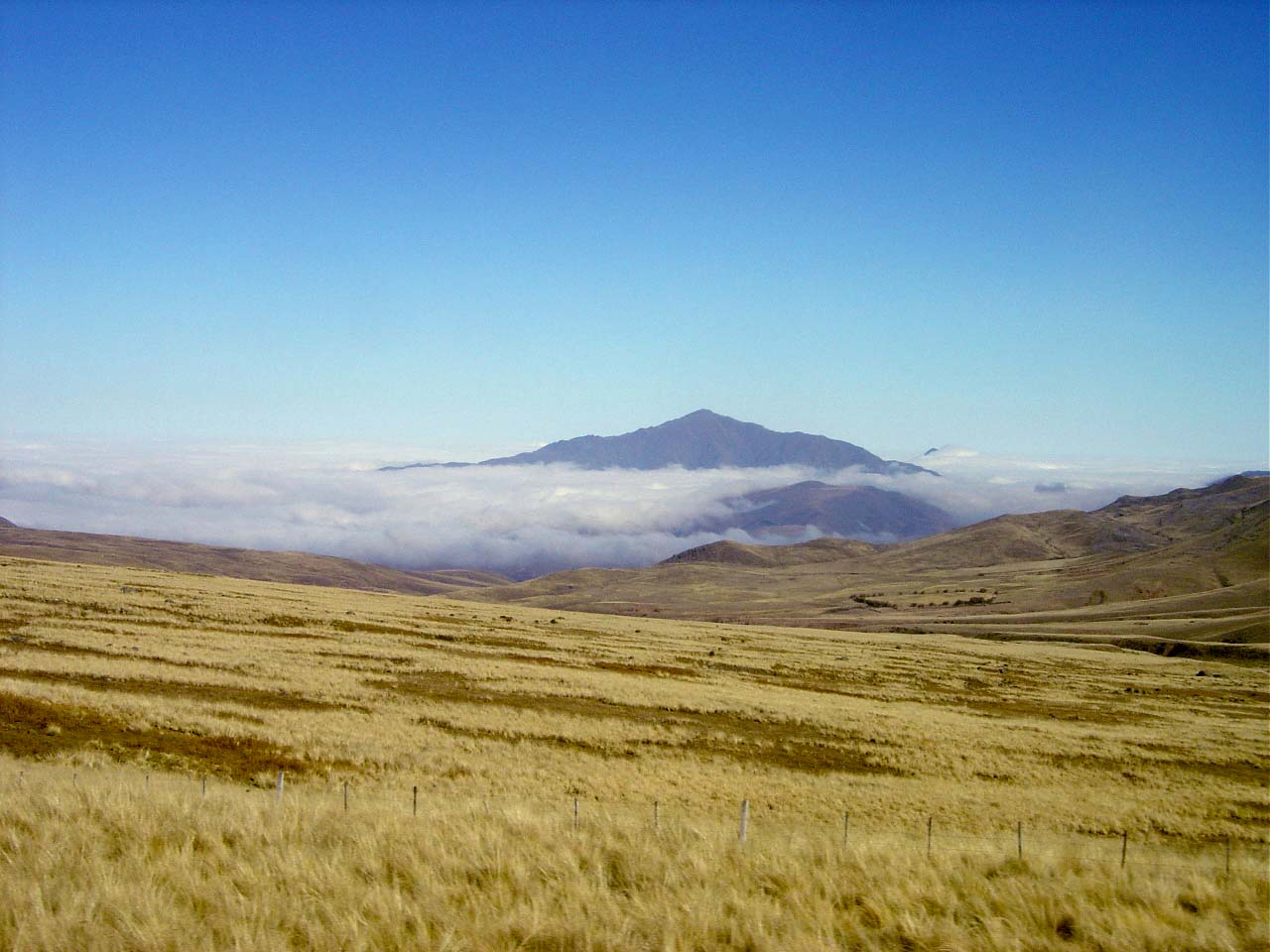
Долина Тафі

## Історія

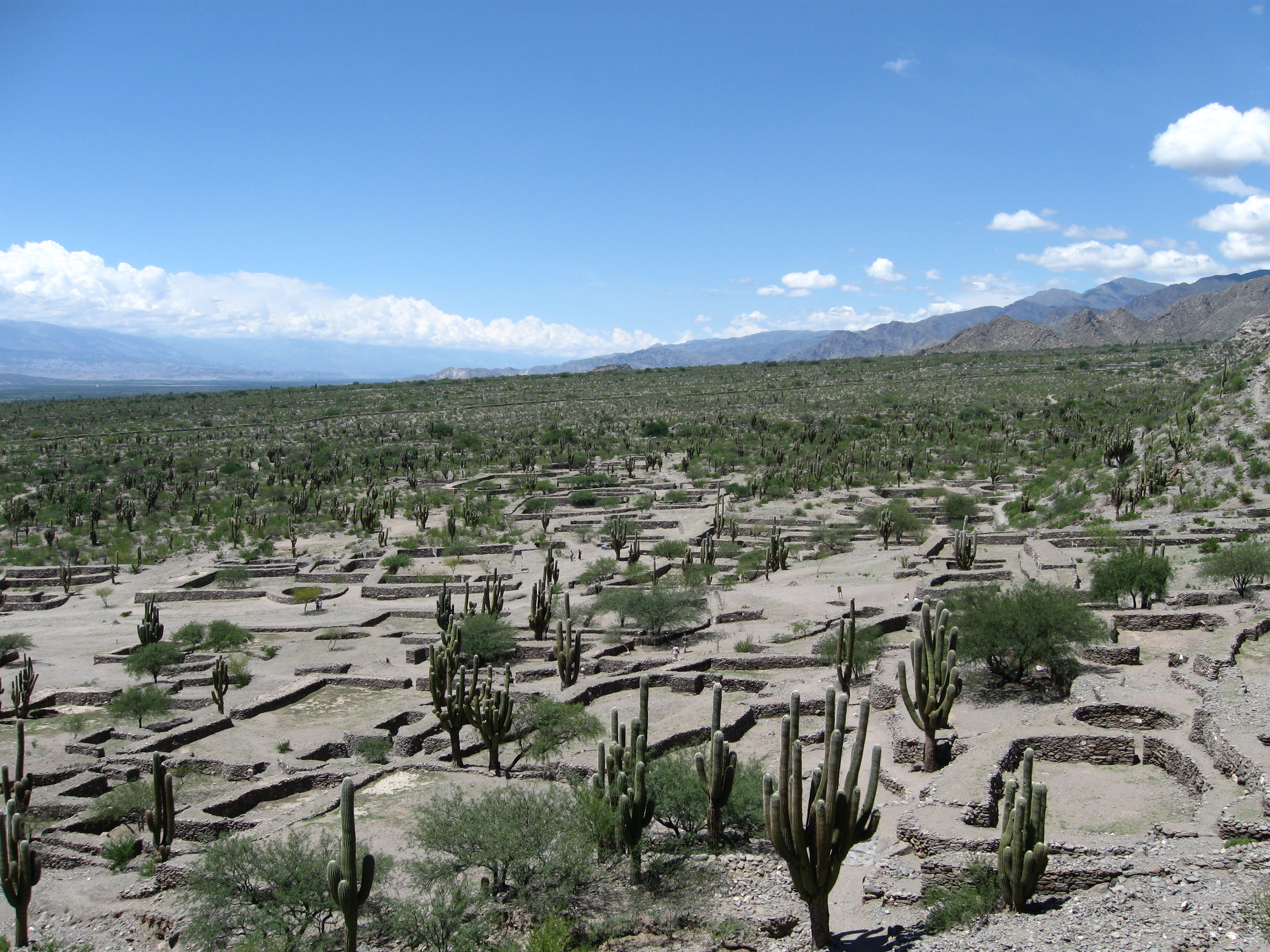
Руїни індіанців Кілмес

До приходу європейських колонізаторів землі, на яких зараз знаходиться провінція Тукуман, населяли індіанські племена діагітів (на заході), інків, луле і вілела (центр і схід), токоноте.
1533 року у цій місцевості, зокрема у долині Кебрада-де-Умауака, побував конкістадор Дієго де Альмагро. 1543 року територію відвідав Дієго де Рохас. На той час регіон входив до генерал-капітанства Чилі.

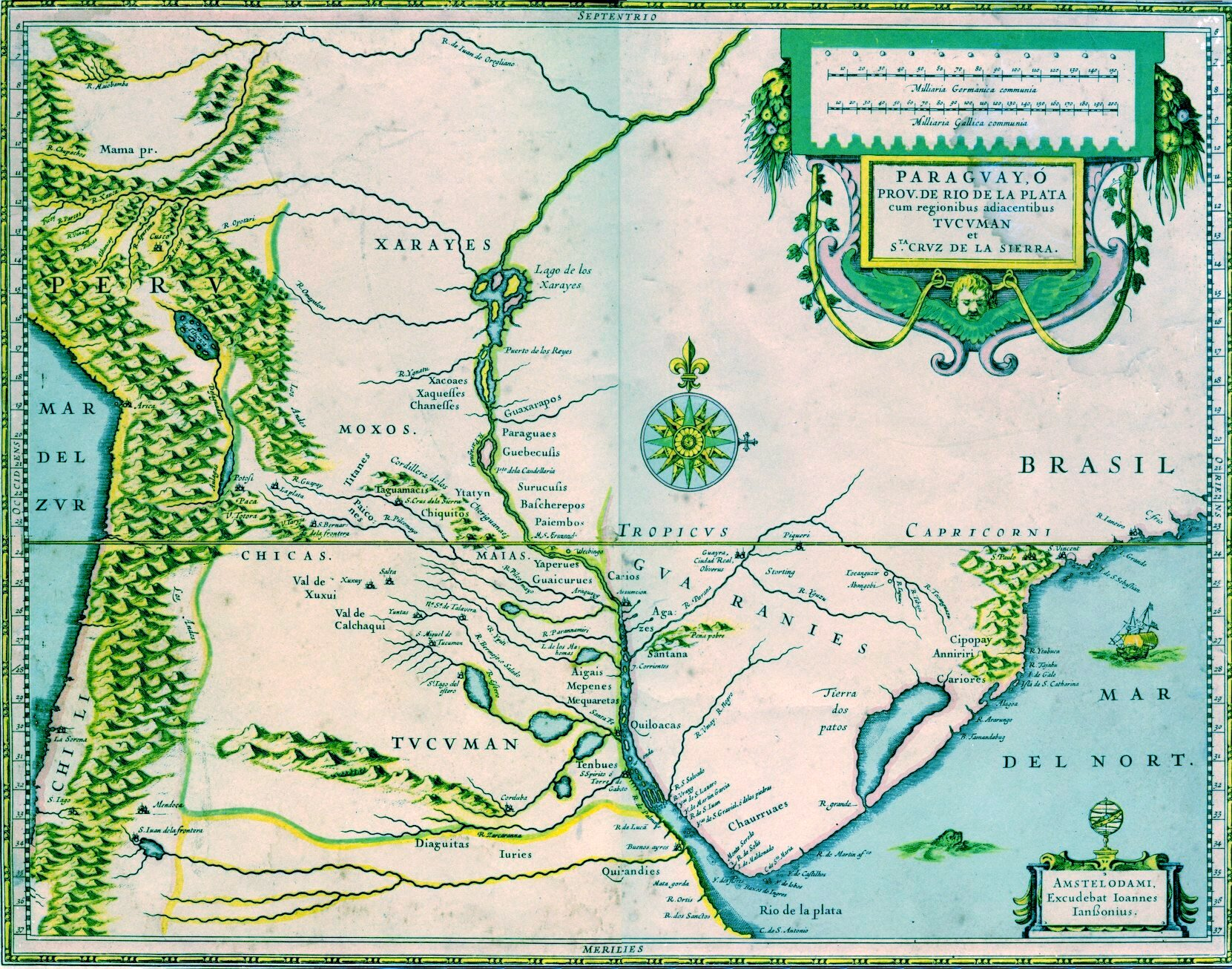
Мапа Тукуману 1600 року

Після створення віцекоролівства Перу 1 березня 1543 року Тукуман підпорядкували йому. На той час і майже до 1814 року Тукуманом називали територію площею 700 тис. км², до якої входили території сучасних провінцій Тариха, Жужуй, Сальта, Катамарка, Тукуман, Сантьяго-дель-Естеро, Ла-Ріоха, Сан-Хуан, Кордова, Сан-Луїс і Мендоса.
Перше іспанське поселення на сучасній території Тукуману заснував 1550 року Хуан Нуньєс де Прада. Воно неодноразово переносилося з місця на місце і врешті-решт стало сучасним містом Сантьяго-дель-Естеро, столицею однойменної провінції.
1564 року було створено провінцію Тукуман, Хурі і Діагіти. Першим її губернатором став Франсіско де Агірре, а столицею місто Сантьяго-дель-Естеро. 1566 року було створено губернаторство Тукуман, а 1570 року — відповідне єпископство.

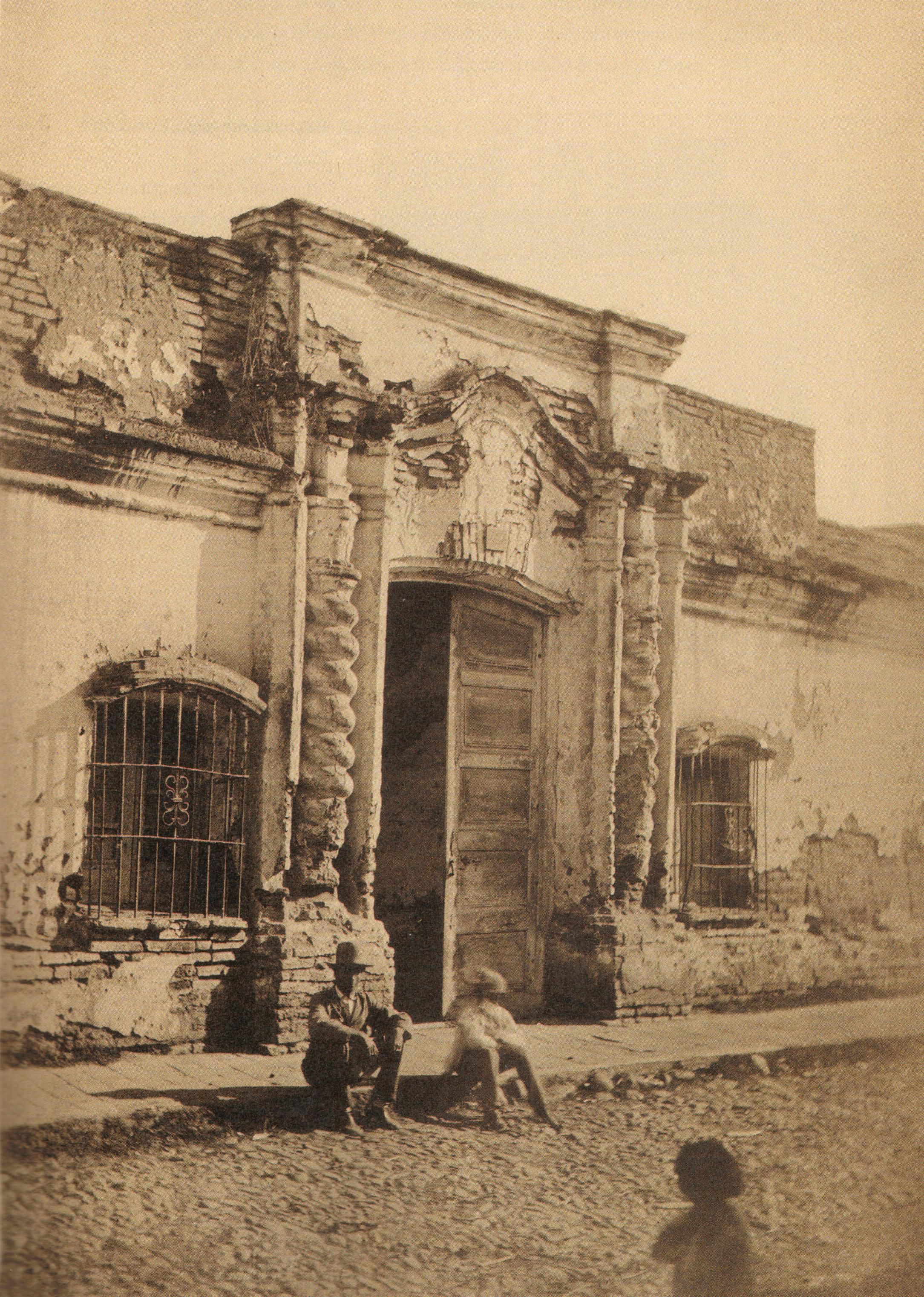
Будинок, де було проголошено незалежність Аргентини

31 травня 1565 року за наказом Агірре було засновано місто Ібатін (нині Сан-Мігель-де-Тукуман). На той час у провінції тривала війна між діагітами й іспанськими колонізаторами, внаслідок чого 1578 року місто ледь не було знищено. 27 вересня 1685 року місто було перенесене на його сучасне місце.
1776 року Тукуман увійшов до складу новоствореного віце-королівства Ріо-де-ла-Плата. Королівським указом від 28 січня 1782 року територію Тукуману було виділено у інтендантство Сан-Мігель-де-Тукуман. 5 серпня 1783 року інтендантство було поділено на губернаторства Сальта-де-Тукуман (нині провінції Тукуман, Катамарка, Сантьяго-дель-Естеро, Жужуй, Сальта і Пуна-де-Атакама) зі столицею у Сальті і Кордова-де-Тукуман (нині провінції Кордова, Сан-Луїс, Мендоса, Сан-Хуан, Ла-Ріоха, частина Санта-Фе) зі столицею у Кордові.
1810 року уряд Тукуману підтримав Травневу революцію і надіслав свого депутата до новоствореного парламенту.
8 жовтня 1814 року було створене інтендантство Тукуман зі столицею у Сан-Мігель-де-Тукумані, до юрисдикції якого також входили Катамарка і Сантьяго-дель-Естеро.
9 липня 1816 року у Тукумані було проголошено незалежність Аргентини.
22 березня 1820 року Бернабе Араос оголосив про створення Федеральної Республіки Тукуман. 6 вересня 1820 року було прийнято її конституцію. До 1821 року Катамарка і Сантьяго-дель-Естеро оголосили про свою автономію від Тукуману.
19 березня 1856 року було прийнято конституцію провінції.
12 серпня 1980 року було законодавчо встановлено кордони між Тукуманом і Сальтою, 31 жовтня 1980 року — межі з Сантьяго-дель-Естеро, а 9 квітня 1981 року — з Катамаркою.

## Економіка

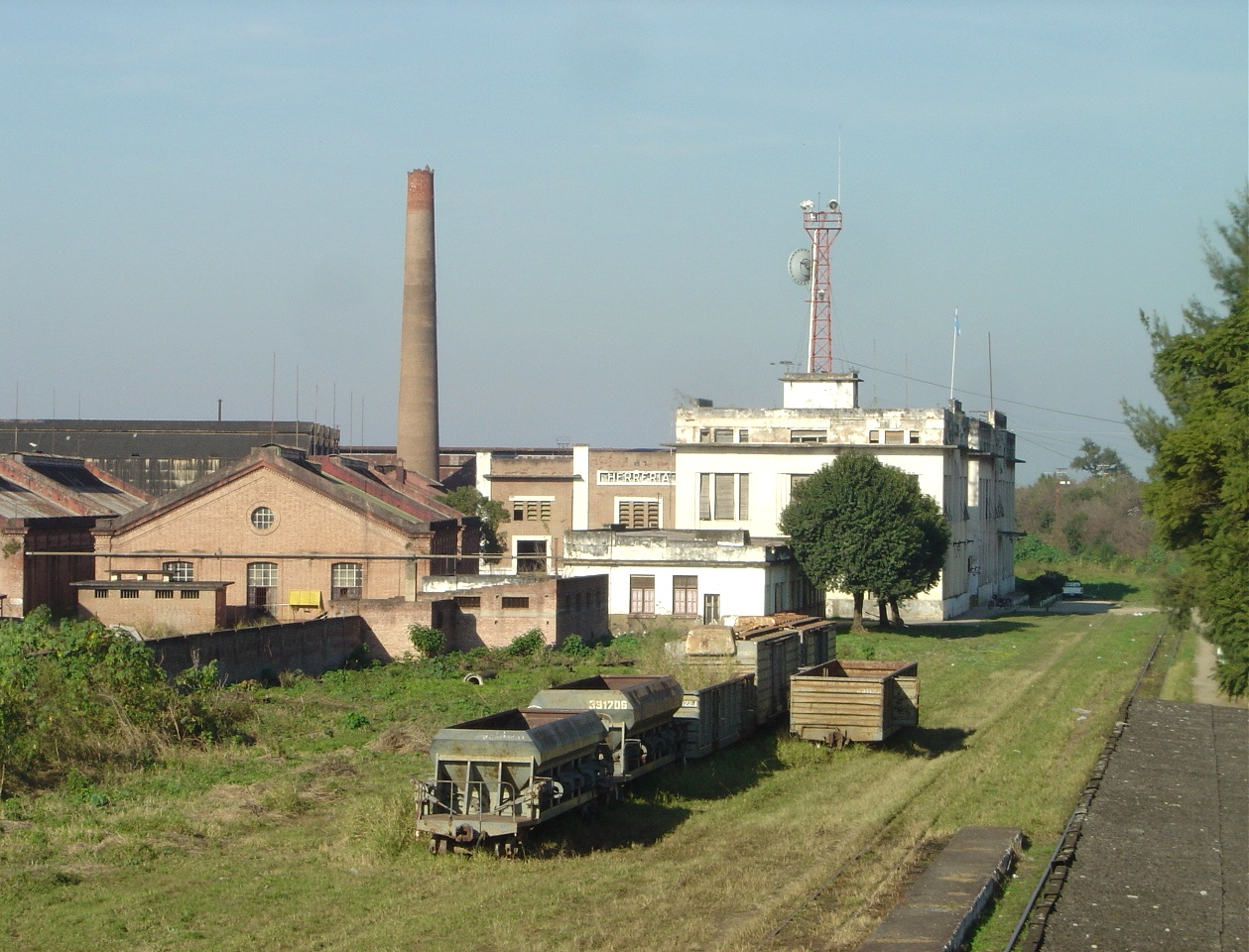
Залізничні майстерні Тукуману

ВВП провінції Тукуман становить близько 2 % від загальнонаціонального. Експорт провінції у 2008 році склав 1,034 млрд. доларів. Основними експортними партнерами Тукуману є Бразилія, США, Росія і Чилі.
Основою економіки провінції Тукуман є сільське господарство. Найважливішими рослинними культурами є цукрова тростина й авокадо (перше місце за обсягами виробництва серед провінцій Аргентини), суниця (друге місце за обсягами виробництва серед провінцій Аргентини), чорниця (третє місце за обсягами виробництва серед провінцій Аргентини), лимони (перше місце за обсягами виробництва у світі). Також вирощуються соя, кукурудза, пшениця, квасоля, помідори, тютюн. Розвинене бджільництво.
Основною галуззю промисловості провінції є харчова, перш за все виробництво цукру, яке становить 65 % від загальнонаціонального. Також розвинені машинобудування, текстильна, шкіряно-взуттєва, целюлозно-паперова промисловість.
Тукуман має розвинену туристичну сферу. Завдяки багатій рослинності провінцію називають Сад Республіки. Також Тукуман має багату історію, наприклад саме тут було проголошено незалежність Аргентині. Завдяки цьому провінція користується попитом як у аргентинських, так і в іноземних туристів.

## Освіта
| Освіта у провінції Тукуман (2009) | Освіта у провінції Тукуман (2009) | Освіта у провінції Тукуман (2009) | Освіта у провінції Тукуман (2009) |
| Рівень                            | Навчальних закладів               | Учнів                             | Працівників                       |
| --------------------------------- | --------------------------------- | --------------------------------- | --------------------------------- |
| Дошкільні                         | 747                               | 41 213                            | 2 195                             |
| - державні                        | 623                               | 31 792                            | 1 657                             |
| - приватні                        | 124                               | 9 421                             | 538                               |
| Початкові                         | 754                               | 193 086                           | 16 455                            |
| - державні                        | 634                               | 160 879                           | 13 590                            |
| - приватні                        | 120                               | 32 207                            | 2 865                             |
| Середні                           | 597                               | 141 142                           | 5 525                             |
| - державні                        | 465                               | 102 089                           | 4 269                             |
| - приватні                        | 132                               | 39 053                            | 1 256                             |
| Вищі                              | 84                                | 24 675                            | 666                               |
| - державні                        | 33                                | 12 079                            | 343                               |
| - приватні                        | 51                                | 12 596                            | 323                               |

## Адміністративно-територіальний поділ
| Адміністративний центр | Департамент            | Населення (2010) | Площа (км²) | Мапа |
| ---------------------- | ---------------------- | ---------------- | ----------- | ---- |
| Сан-Мігель-де-Тукуман  | Столичний              | 549.163          | 90          |      |
| Банда-дель-Ріо-Салі    | Крус-Альта             | 181.851          | 1.255       |      |
| Тафі-В'єхо             | Тафі-В'єхо             | 122.752          | 1.210       |      |
| Консепсьйон            | Чіклігаста             | 80.584           | 1.267       |      |
| Йерба-Буена            | Йерба-Буена            | 74.224           | 160         |      |
| Лулес                  | Лулес                  | 68.151           | 540         |      |
| Монтерос               | Монтерос               | 63.926           | 1.169       |      |
| Агіларес               | Ріо-Чіко               | 55.587           | 585         |      |
| Белья-Віста            | Леалес                 | 54.644           | 2.027       |      |
| Бурруяку               | Бурруяку               | 36.512           | 3.605       |      |
| Фамайлья               | Фамайлья               | 33.487           | 427         |      |
| Сімока                 | Сімока                 | 32.065           | 1.261       |      |
| Хуан-Баутіста-Альберді | Хуан-Баутіста-Альберді | 30.095           | 730         |      |
| Ла-Конча               | Ла-Конча               | 18.955           | 917         |      |
| Транкас                | Транкас                | 17.541           | 2.862       |      |
| Тафі-дель-Вальє        | Тафі-дель-Вальє        | 15.035           | 2.741       |      |
| Гранерос               | Гранерос               | 13.628           | 1.678       |      |